# Lista över UN-nummer 1001 till 1100
Det här är en lista över UN-nummer 1001 till 1100.

## UN 1001 till 1100[1]
| UN-nummer | Klass | Namn |
| --------- | ----- | --- |
| UN 1001   | 2     | Acetylen, löst |
| UN 1002   | 2     | Luft, komprimerad (tryckluft) |
| UN 1003   | 2     | Luft, kyld, flytande |
| UN 1005   | 2     | Ammoniak, vattenfri |
| UN 1006   | 2     | Argon, komprimerad |
| UN 1008   | 2     | Bortrifluorid |
| UN 1009   | 2     | Bromtrifluormetan (köldmedium R 13B1) |
| UN 1010   | 2     | Butadiener, stabiliserade, eller butadiener och kolväten, blandning, stabiliserad, med ett ångtryck vid 70 °C på högst 1,1 MPa (11 bar) och en densitet vid 50 °C på minst 0,525 kg/l. |
| UN 1011   | 2     | Butan |
| UN 1012   | 2     | 1-buten eller cis-2-buten eller trans-2-buten eller butener, blandning |
| UN 1013   | 2     | Koldioxid |
| UN 1014   | 2     | Koldioxid och syre, blandning, komprimerad |
| UN 1015   | 2     | Koldioxid och dikväveoxid, blandning |
| UN 1016   | 2     | Kolmonoxid, komprimerad |
| UN 1017   | 2     | Klor |
| UN 1018   | 2     | Difluorklormetan (köldmedium R 22) |
| UN 1020   | 2     | Pentafluorkloretan (köldmedium R 115) |
| UN 1021   | 2     | 1-klor-1,2,2,2-tetrafluoretan (köldmedium R 124) |
| UN 1022   | 2     | Trifluorklormetan (köldmedium R 13) |
| UN 1023   | 2     | Kolgas, komprimerad |
| UN 1026   | 2     | Dicyan |
| UN 1027   | 2     | Cyklopropan |
| UN 1028   | 2     | Difluordiklormetan (köldmedium R 12) |
| UN 1029   | 2     | Fluordiklormetan (köldmedium R 21) |
| UN 1030   | 2     | 1,1-Difluoretan (köldmedium R 152a) |
| UN 1032   | 2     | Dimetylamin, vattenfri |
| UN 1033   | 2     | Dimetyleter |
| UN 1035   | 2     | Etan |
| UN 1036   | 2     | Etylamin |
| UN 1037   | 2     | Etylklorid |
| UN 1038   | 2     | Etylen, kyld, flytande |
| UN 1039   | 2     | Etylmetyleter |
| UN 1040   | 2     | Etylenoxid eller etylenoxid med kväve upp till ett totalt tryck av 1 Mpa (10 bar) vid 50 °C                                                                                            |
| UN 1041   | 2     | Etylenoxid och koldioxid, blandning, med mer än 9 % dock högst 87 % etylenoxid |
| UN 1043   | 2     | Gödselmedel, lösning, med fri ammoniak |
| UN 1044   | 2     | Brandsläckare, med komprimerad eller kondenserad gas. |
| UN 1045   | 2     | Fluor, komprimerad |
| UN 1046   | 2     | Helium, komprimerad |
| UN 1048   | 2     | Vätebromid, vattenfri |
| UN 1049   | 2     | Väte, komprimerad |
| UN 1050   | 2     | Väteklorid, vattenfri |
| UN 1051   | 6.1   | Cyanväte, stabiliserad, med mindre än 3 % vatten. |
| UN 1052   | 8     | Vätefluorid, vattenfri |
| UN 1053   | 2     | Svavelväte |
| UN 1055   | 2     | Isobutylen |
| UN 1056   | 2     | Krypton, komprimerad |
| UN 1057   | 2     | Tändare eller refiller till tändare, innehållande brandfarlig gas. |
| UN 1058   | 2     | Kondenserade gaser, ej brandfarliga, trycksatta med kväve, koldioxid eller luft. |
| UN 1060   | 2     | Metylacetylen- och Propadienblandning, stabiliserad som blandning P1 eller blandning P2                                                                                                |
| UN 1061   | 2     | Metylamin, vattenfri |
| UN 1062   | 2     | Metylbromid, med högst 2 % klorpikrin |
| UN 1063   | 2     | Metylklorid (köldmedium R 40) |
| UN 1064   | 2     | Metylmerkaptan |
| UN 1065   | 2     | Neon, komprimerad |
| UN 1066   | 2     | Kväve, komprimerad |
| UN 1067   | 2     | Dikvävetetroxid (kvävedioxid) |
| UN 1069   | 2     | Nitrosylklorid |
| UN 1070   | 2     | Dikväveoxid |
| UN 1071   | 2     | Oljegas, komprimerad |
| UN 1072   | 2     | Syre (oxygen), komprimerad |
| UN 1073   | 2     | Syre (oxygen), kyld, flytande |
| UN 1075   | 2     | Petroleumgaser, kondenserade |
| UN 1076   | 2     | Fosgen |
| UN 1077   | 2     | Propylen |
| UN 1078   | 2     | Köldmedium n.o.s. som blandning F1, F2 eller F3 |
| UN 1079   | 2     | Svaveldioxid |
| UN 1080   | 2     | Svavelhexafluorid |
| UN 1081   | 2     | Tetrafluoretylen, stabiliserad |
| UN 1082   | 2     | Trifluorkloretylen (köldmedium R1113), stabiliserad |
| UN 1083   | 2     | Trimetylamin, vattenfri |
| UN 1085   | 2     | Vinylbromid, stabiliserad |
| UN 1086   | 2     | Vinylklorid, stabiliserad |
| UN 1087   | 2     | Metylvinyleter, stabiliserad |
| UN 1088   | 3     | Acetal |
| UN 1089   | 3     | Acetaldehyd |
| UN 1090   | 3     | Aceton |
| UN 1091   | 3     | Acetonoljor |
| UN 1092   | 6.1   | Akrolein, stabiliserad |
| UN 1093   | 3     | Akrylnitril, stabiliserad |
| UN 1098   | 6.1   | Allylalkohol |
| UN 1099   | 3     | Allylbromid |
| UN 1100   | 3     | Allylklorid |